# Waiomys mamasae
Waiomys mamasae és una espècie de mamífer rosegador de la família dels múrids. És endèmic de Sulawesi (Indonèsia). És un rosegador de petites dimensions, amb una llargada total de 129 mm, una cua de 159 mm, els peus de 36 mm, les orelles d'11 mm i un pes de fins a 64 g. El seu nom específic, mamasae, significa 'de Mamasa' en llatí i es refereix a una població propera a la localitat tipus d'aquesta espècie.